# Église Saint-Spyridon de Rhodes
L'église Saint-Spyridon, connue sous le nom d'Ágios Spyrídon (en grec moderne : Ιερός Ναός Αγίου Σπυρίδωνος) est une église grecque orthodoxe de Rhodes, en Grèce. Il s'agit d'une église byzantine médiévale construite au XIIIe siècle dans l'ancienne ville fortifiée. Pendant la période ottomane, l'édifice a été transformé en mosquée appelée Kavaklı Mescidi, avant qu'il ne soit rendu au culte chrétien.

## Histoire
Des fouilles et des restaurations menées en 1984 ont révélé qu'une première église avait été construite sur les ruines d'un édifice hellénistique à trois vaisseaux au XIIIe siècle, mais on ne sait pas à qui l'église était dédiée,,. L'église Saint-Spyridon, dans sa forme actuelle, a été érigée au XVIe siècle, sur les ruines de la précédente. Après que l'île est tombée aux mains des Ottomans en 1522, elle a été transformée en mosquée, appelée mosquée Kavakli d'après le mot turc pour « peuplier » (kavak).
C'est à l'époque moderne que la 4e Éphorie des Antiquités byzantines, lors de fouilles, décida de faire de saint Spyridon le dédicataire de l'édifice.

## Architecture
Le premier édifice religieux avait un arc en plein cintre pour le sanctuaire et un sol avec des incrustations de marbre et des fresques. L'église plus récente du XVIe siècle a conservé l'arc et des parties des fresques. De cette époque sont également conservées de nouvelles peintures murales et une crypte funéraire avec des fresques sous le sol du bas-côté nord, qui abrite, entre autres, les tombeaux des deux fondateurs de l'église, qui étaient père et fils. Ces derniers ont été enterrés dans la crypte.
Après la conversion ottomane en mosquée, les peintures murales ont été recouvertes et ainsi préservées jusqu'à nos jours.
Après sa conversion en mosquée, un minaret a été ajouté à l'angle nord-ouest, il est toujours existant.